# Comune di Faaborg-Midtfyn
Il comune di Faaborg-Midtfyn (in danese Faaborg-Midtfyn Kommune) è un comune della Danimarca situato sull'isola di Fionia nella regione della Danimarca Meridionale (Syddanmark).
Capoluogo e sede amministrativa è la città omonima.
Il comune è stato costituito in seguito alla riforma amministrativa del 1º gennaio 2007 accorpando i precedenti comuni di Broby, Ringe, Årslev, Ryslinge e Faaborg.

## Centri abitati
I centri abitati principali del comune sono:
- Faaborg (6 867)
- Ringe (6 729)
- Årslev (4 367)
- Nørre Lyndelse (2 325)
- Ryslinge (1 876)